# إدوارد هيليارد
إدوارد هيليارد (بالإنجليزية: Edward Hilliard)‏ هو مبشر أمريكي، ولد في 3 أبريل 1851 في مادريد في الولايات المتحدة، وتوفي في 18 سبتمبر 1936 في بنغالور في الهند.